# Cementiri Vell de l'Escala
El Cementiri Vell o Cementiri mariner és un conjunt neoclàssic a l'Escala de l'any 1835 declarat bé cultural d'interès nacional.
És un espai rectangular amb nínxols blancs coronats amb uns característics timpans triangulars. Hi ha alguns panteons, d'entre els quals hi destaca la capella, panteó de la família Maranges. També hi és enterrada l'escriptora Caterina Albert i Paradís, de pseudònim Víctor Català. Avui dia ha estat engolit pel nucli urbà de l'Escala, a l'extrem nord-est del terme, molt proper al nucli antic de la població i a poca distància del mar, al mig d'una zona poblada de construccions turístiques. El cementiri marí de l'Escala fou bastit a principis del segle xix. La primera tomba del cementiri data de l'any 1835, als afores de la vila i substitueix l'antic cementiri parroquial, situat a redós de l'església parroquial de Sant Pere. L'any 1888 s'afegí un annex per a enterraments no catòlics. El 1970 fou clausurat en construir-se el nou cementiri ubicat prop del termenal amb Viladamat al peu de la carretera GI-623.

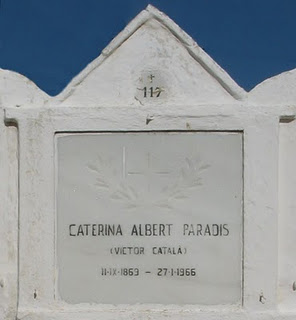
Tomba de Víctor Català

És un gran recinte de planta rectangular, que ocupa una illa sencera delimitada pels carrers Garbí, Mossèn Salvador Jué i Pujolar, Provençal i passatge Provençal. El cementiri s'estructura en tres sectors: un espai de vestíbul d'accés, un recinte amb gran densitat de nínxols organitzat en carrers i un tercer recinte amb nínxols, panteons i una capella, organitzat al voltant d'un espai rectangular enjardinat. Al vestíbul, una placa a manera de mosaic al paviment del recinte, recorda el destí de totes les persones. Els nínxols s'estructuren en cossos rectangulars, disposats en paral·lel i transversalment, formant carrers pavimentats amb rajoles quadrades. Presenten dos o tres pisos sobreposats i estan coronats amb un frontó triangular flanquejat per dues motllures arrodonides, situat al damunt d'una cornisa correguda, de caràcter classicitzant. La senyalització de cada tomba és numerada i, algunes d'elles conserven làpides commemoratives del difunt en qüestió. A l'extrem sud-est del recinte s'hi va afegir, amb posterioritat, un annex per enterraments no catòlics.
La capella, situada al fons del recinte, és de planta rectangular coberta amb teulada de doble vessant. Presenta un portal d'accés rectangular emmarcat per dues pilastres, amb l'any de construcció a manera de llinda i un timpà semicircular a la part superior. Està coronada per una arcuació de petits arcs cecs, a la zona central de la façana. L'interior està cobert amb volta de canó bastida amb maons a pla. Al fons hi ha un banc corregut i als laterals, dues obertures per dipositar el fèretre. La capella està bastida amb carreus de pedra desbastats exteriorment. Els nínxols, en canvi, són arrebossats i pintats de color blanc. Exteriorment, tot el recinte està delimitat per una tanca d'obra arrebossada i pintada de blanc, amb la porta d'accés de ferro treballat.